# Mario Boano

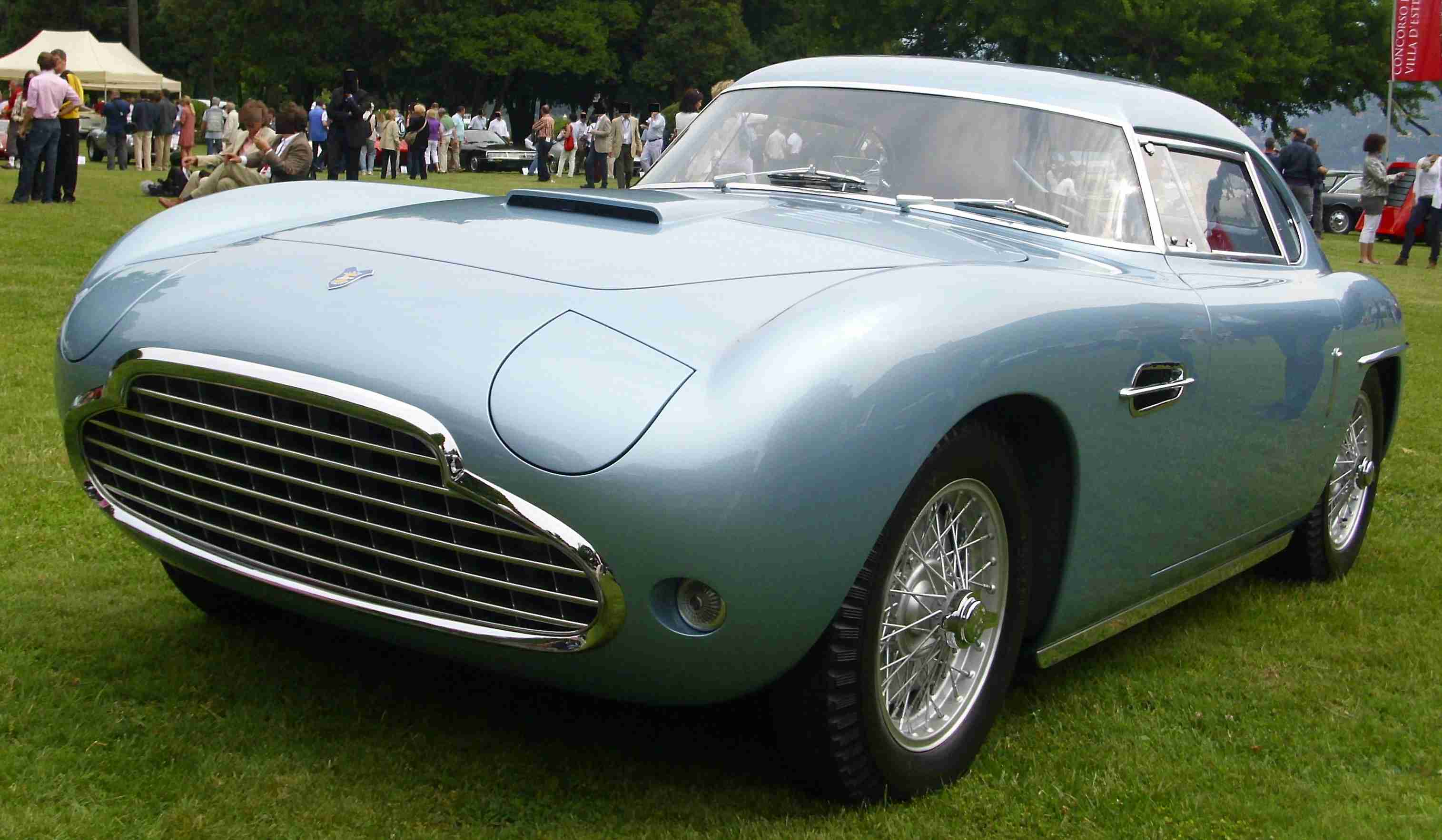
La SIATA 400 F coupé (1953) de Mario Boano.

Mario Boano (né en 1903 à Turin, mort le 8 mai 1989 à Turin) est un célèbre carrossier automobile italien de la seconde moitié du XXe siècle. 

## Biographie
Avec Giorgio Alberti, Mario Boano rachète en 1944 la Carrozzeria Ghia à Turin à la suite du décès de son créateur Giacinto Ghia. 
Mario Boano et son beau-fils Gian Paolo Boano, qui fondent ensemble la Carrozzeria Boano, assurent dans les années 1950 la production d'une Ferrari 250, dénommée pour l'occasion 250 GT Boano. En 1957, il quitte la Carrozzeria Boano, dont il laisse la direction à son beau-fils, pour rejoindre le groupe Fiat.